# Atypena
Atypena is een geslacht van spinnen uit de familie hangmatspinnen (Linyphiidae).

## Soorten
De volgende soorten zijn bij het geslacht ingedeeld:
- Atypena adelinae Barrion & Litsinger, 1995
- Atypena ellioti Jocqué, 1983
- Atypena simoni Jocqué, 1983
- Atypena superciliosa Simon, 1894
- Atypena thailandica Barrion & Litsinger, 1995